# Mérethatás
A mérethatás a mentális számegyenes működésével kapcsolatos jelenség. Létrejötte a Weber-törvény mentális számegyenesre gyakorolt hatásának tulajdonítható.
A hatás lényege, hogy két szám minél nagyobb, annál lassabban tudjuk meghozni az ítéletet, hogy melyik szám a nagyobb (az ítéletmeghozatal hosszát reakcióidő-vizsgálatokkal mérik, amik ezredmásodperc pontosságúak). A szabály visszafelé is igaz: minél kisebb két szám, annál gyorsabbak vagyunk az ítélet meghozatalában.
Például 22 és 30 esetén gyorsabban hozzuk meg az ítéletünket, mint 42 és 50 esetén, pedig a két próbában a távolság a két szám között mindkét esetben 8. 
A mérethatás a távolsági hatással egy időben fejti ki a hatását a reakcióidők nagyságára.